# Delta3 Tauri
δ³ Tauri es un sistema estelar triple de la constelación del toro. A una distancia de 148 años luz, está separada angularmente de δ¹ Tauri por 0.72°.
Esta estrella tradicionalmente tiene el nombre de origen griego (griego Κλεεια) que se translitera como Cleeía o Kleeía que es una de las hermanas híadas.
El primer componente δ³ Tauri A, es una estrella blanca tipo A subgigante con una magnitud aparente de +4.30.
Además, se trata de una estrella variable de la clase Alfa-2 Canum Venaticorum variando su brillo de forma intrínseca de tal manera que es observable diferencias de su magnitud aparente entre +4.29 y +4.32, apenas perceptibles a simple vista y con un periodo de 57.25 días.
Su compañera más cercana no es visible a simple vista, tiene magnitud 8 y es su acompañante binaria δ³ Tauri B a 1,4 segundos de arco lo que hace suponer que la distancia física entre ambas sea de al menos 64 UA.
Hay una tercera componente, de undécima magnitud y situada a 77 segundos de arco, se trata de δ³ Tauri C.